# 刘德明 (1942年)
刘德明（1942年—），天津津南區人。中国人民解放军少将。

## 生平
1961年参加中国人民解放军。1991年11月，任军事教育学院训练部副部长。1992年9月，任陆军参谋学院政治部主任。1993年7月，晋升为少将军衔。1994年8月，任中国人民解放军外国语学院政治委员。1996年12月，任解放军信息工程学院政治委员。1999年6月，任炮兵指挥学院政治委员。2003年退休。